# VfK Blau-Weiß Leipzig
VfK Blau-Weiß Leipzig was een Duitse sportclub uit Leipzig, Saksen. De club is actief in voetbal, zwemmen, handbal, aerobics en krachtsport.

## Geschiedenis
De club ontstond in 1911 als VfK Südwest Leipzig toen deze zich afsplitste van AV Leipzig dat in 1896 opgericht werd. De arbeidersclub speelde niet in de competitie van de Midden-Duitse voetbalbond maar in de aparte arbeiderscompetitie. De grootste prestatie was in 1932 toen de club de halve finale van het kampioenschap bereikte. Zoals alle arbeidersclub werd ook VfB Südwest in 1933 verboden door het nieuwe regime in Duitsland.
Na de Tweede Wereldoorlog werd de club heropgericht als BSG Motor Südwest Leipzig. De club speelde geen grote rol en speelde zelfs nooit in de Bezirksliga. Grootste successen waren de titels van de Kreisklasse in 1973 en 1984.
Na de Duitse hereniging werd het BSG-systeem afgeschaft en op 20 mei 1990 werd terug de historische naam VfK Südwest Leipzig aangenomen. Op 17 juni fuseerde de club met SV Blau-Weiß Leipzig (voorheen (BSG Baukombinat Leipzig) en nam zo de huidige naam aan. Nadat de club in 2005 promoveerde naar de Bezirksliga stootte VfK in 2008 door naar de Sachsenliga dat toen nog de vijfde klasse was, maar door de invoering van de 3. Liga de zesde klasse werd. In 2011 verkocht de club de licentie voor de Sachsenliga aan BSG Chemie Leipzig.
In juni 2017 fuseerde VFK Blau-Weiß met TuB Leipzig en Leipzig United tot FC Blau-Weiß Leipzig.